# Iniistius aneitensis
Iniistius aneitensis là một loài cá biển thuộc chi Iniistius trong họ Cá bàng chài. Loài cá này được mô tả lần đầu tiên vào năm 1862.

## Từ nguyên
Từ định danh của loài cá này bắt nguồn từ tên gọi của đảo Aneityum, một hòn đảo cực nam của Vanuatu, nơi mẫu gốc được tìm thấy.

## Phạm vi phân bố và môi trường sống
I. aneitensis có phạm vi phân bố rộng rãi trên Ấn Độ Dương - Thái Bình Dương (thưa thớt ở Ấn Độ Dương và rộng rãi ở Tây Thái Bình Dương). Loài này đã được ghi nhận tại Kenya - Tanzania (bao gồm cả Zanzibar) và Mauritius; Maldives và quần đảo Chagos; từ quần đảo Cocos (Keeling) và đảo Giáng Sinh (Úc), phạm vi của I. aneitensis mở rộng đến hầu hết vùng biển các nước Đông Nam Á, ngược lên phía bắc đến quần đảo Ryukyu (Nhật Bản) và đảo Đài Loan, xuống phía nam đến rạn san hô Great Barrier và đảo Lord Howe; trải dào về phía đông đến nhiều đảo quốc, hải đảo thuộc châu Đại Dương; xa nhất về phía đông bắc là quần đảo Hawaii.
I. aneitensis sống trên nền đáy cát trong các đầm phá và các sườn dốc ven bờ ở độ sâu trong khoảng từ 12 đến ít nhất là 92 m.

## Mô tả
Chiều dài cơ thể tối đa được ghi nhận ở I. aneitensis là 24 cm. Trán dốc và cứng chắc là điểm đặc trưng của hầu hết các loài thuộc chi Iniistius. Điều này giúp chúng có thể dễ dàng đào hang dưới cát bằng đầu của mình.
I. aneitensis có một mảng đốm lớn màu trắng ở bên thân, sau vây ngực; vảy trên đốm có màu xanh lam óng. Cá đực có thêm một vùng màu vàng nhạt ở cạnh phía trước của đốm trắng này (ở cá cái có đốm màu vàng nâu). Cơ thể màu xám nhạt với 3 dải sọc nâu mờ ở hai bên thân, kéo dài thành đốm ở lưng. Dưới mắt có một đường sọc mờ màu xanh lam.
Số gai ở vây lưng: 9; Số tia vây ở vây lưng: 12; Số gai ở vây hậu môn: 3; Số tia vây ở vây hậu môn: 12; Số tia vây ở vây ngực: 12.

## Sinh thái và hành vi
I. aneitensis sống theo từng nhóm nhỏ, với một con đực trưởng thành đứng đầu và cai quản những con cá cái trong hậu cung của nó. Như những loài Iniistius khác, I. aneitensis vùi mình xuống cát để ngủ vào ban đêm và né tránh những nguy hiểm vào ban ngày.